# シトルリン
シトルリン（Citrulline）とは、アミノ酸の1種で、尿素回路を構成する化合物のひとつである。1930年に日本でスイカの中から発見され、そのラテン語citrullusに因んで名づけられた。動物、特に哺乳類で広く存在する。化学式はC6H13N3O3、IUPAC命名法では2-アミノ-5-（カルバモイルアミノ）ペンタン酸であり分子量は175.2g/mol。CAS登録番号は[372-75-8]である。
ミトコンドリアでオルニチントランスカルバモイラーゼによって触媒される、オルニチンとカルバモイルリン酸の反応でリン酸と共に生成する。またサイトソルでアスパラギン酸、ATPと反応しオルニチンとAMP、ピロリン酸となる。この反応はアルギニノコハク酸合成酵素によって触媒されるがこの酵素が欠けていると血中にシトルリンが蓄積し、また尿中に排出されるようになってシトルリン血症（シトルリン尿症）を発症する。
シトルリンはコドンで指定されているアミノ酸ではないため、遺伝子発現における翻訳（mRNAに依存したタンパク質合成）には用いられない。ただし、翻訳直後はタンパク質に含まれないが、タンパク質中のアルギニン残基がペプチジルアルギニンデイミナーゼによってシトルリンに変えられる。また関節リウマチ患者の80%はシトルリンを含むフィラグリンに免疫反応を示すため、抗環状シトルリン化ペプチド抗体が診断に用いられている。

## 生体での機能
シトルリンは体内での尿素回路でアルギニンを経て一酸化窒素（NO）を産生する。NOが産生されると血管は拡張し、血液循環を促進する。NO産生による血流改善により、動脈硬化の予防・改善、神経系・免疫系への作用が示唆されている。なお、NO産生に関わるアミノ酸としてアルギニンがあるが、アルギニンよりもシトルリンを摂取したほうが血中アルギニン濃度を上昇させて、より効率良くNOを産生する。